# Glossopsitta concinna
Glossopsitta concinna là một loài chim trong họ Psittacidae.

## Hình ảnh

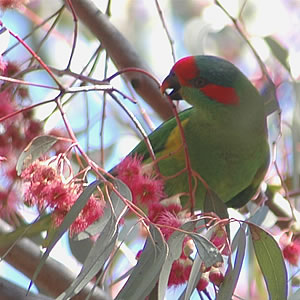
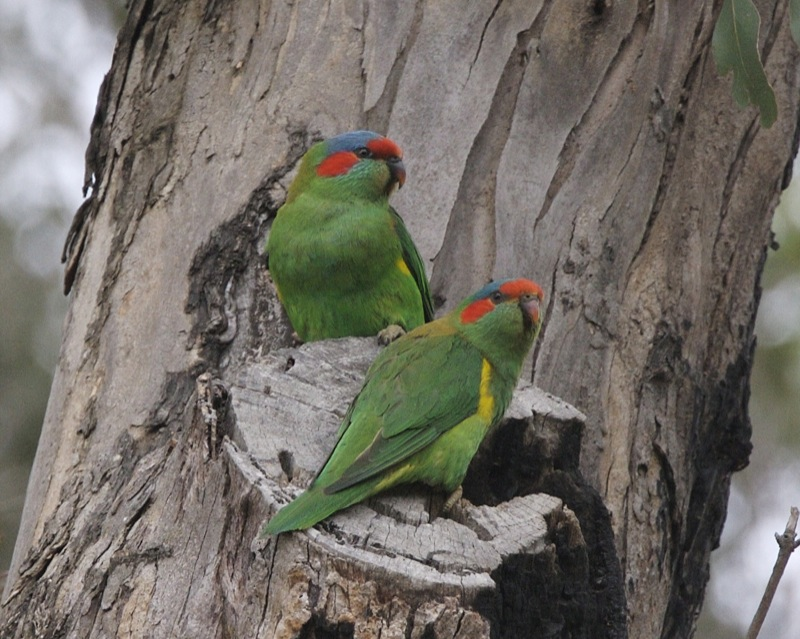
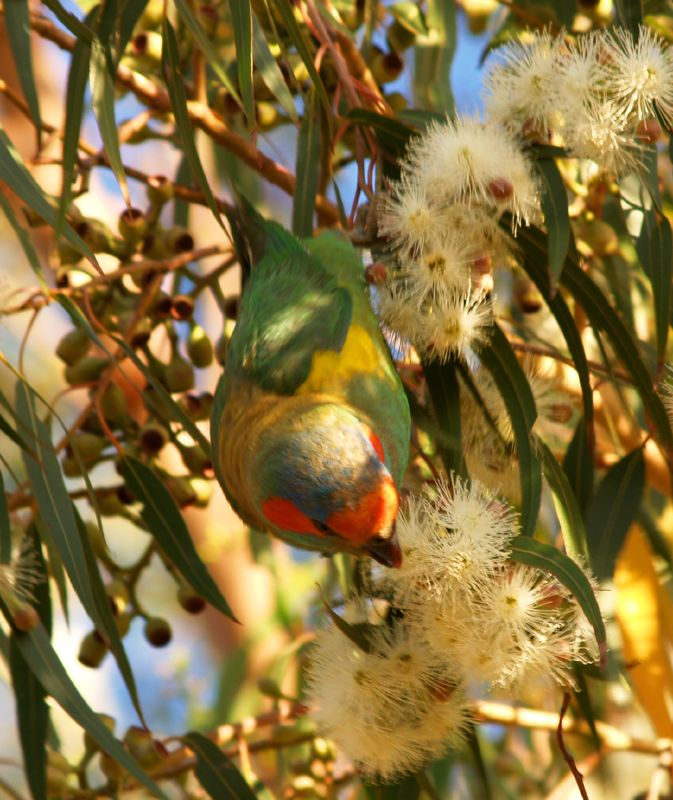
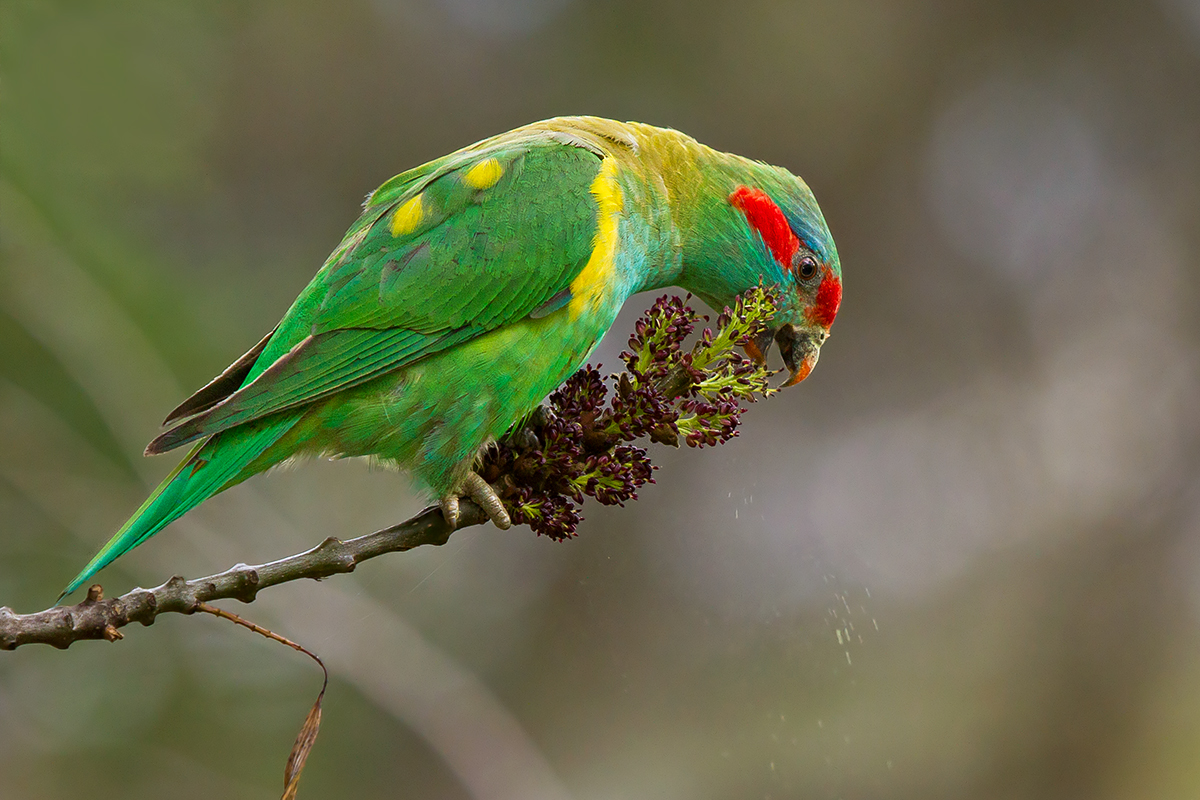